# クリスティアン・アルブレヒト (ブランデンブルク＝アンスバッハ辺境伯)
クリスティアン･アルブレヒト・フォン・ブランデンブルク＝アンスバッハ（Christian Albrecht von Brandenburg-Ansbach、1675年9月18日 - 1692年10月16日）は、フランケン地方アンスバッハ侯領の辺境伯。ブランデンブルク＝アンスバッハ辺境伯ヨハン・フリードリヒと最初の妻ヨハンナ・エリーザベト・フォン・バーデン＝ドゥルラハの次男。ゲオルク・フリードリヒ2世、ヴィルヘルム・フリードリヒの兄。
兄レオポルト・フリードリヒがわずか2歳で夭逝したため、1676年に継承者になった。1686年に父が若くして亡くなったため、未成年であったクリスティアン･アルブレヒトが摂政の後見下で遺領を継承した。しかし、成人前に亡くなったため、自ら統治することはなかった。後継者も遺さなかったため、やはり未成年の弟ゲオルク・フリードリヒがアンスバッハ辺境伯領を継承した。